# Émile-Marie Lacroix
Ne doit pas être confondu avec Émile Lacroix.
Pour les articles homonymes, voir Lacroix.
Émile-Marie Lacroix (Lamballe, 25 février 1883 - Paris, 1er août 1949) est un officier de marine français. 

## Biographie
Fils d'un gendarme, il entre à l'École navale en octobre 1900 et en sort aspirant de 1re classe en octobre 1903. Il embarque lors sur le croiseur Infernet à la division de l'océan Indien.  
Enseigne de vaisseau en octobre 1905, il embarque sur le cuirassé Saint-Louis en Méditerranée (1907). Officier en second du Sabre à la 1re flottille de torpilleurs de l'Océan à Brest en 1909 puis du contre-torpilleur Chasseur en escadre de Méditerranée en 1910, il embarque en 1911 comme officier de manœuvre sur le croiseur D'Estrées à la station de Terre-Neuve et d'Amérique du Nord. En 1912, à bord du croiseur Friant puis à bord du Du Chayla à la division du Maroc , il se fait remarquer lors de l'occupation d'Agadir.  
Lieutenant de vaisseau en janvier 1913, il est à bord du Cassard,  adjudant de division et responsable de la TSF. En janvier 1914, il reçoit les félicitations du ministre pour son étude sur les ports marocains. Pendant la Première Guerre mondiale, il est affecté aux patrouilles sous-marines et commande en 1915 une division de chalutiers à Lorient avant de commander la Somme à la division des patrouilles de Méditerranée orientale en 1916. À la suite de deux combats contre des sous-marins ennemis, il est cité à l'ordre de l'armée en juin 1916. En mai 1916, il porte secours au vapeur britannique Camerata torpillé et le remorque jusqu'à Djidjelli. Il est adjoint en 1918 au commandant supérieur des bases de patrouille de Patras et de Corinthe puis au commandement de la base de Corfou et, durant l'ensemble du conflit, obtient cinq témoignages de satisfaction. 
Capitaine de corvette en octobre 1920, commandant de l'aviso Toul en Méditerranée orientale et en mer Noire pendant les opérations qui suivent la révolution russe, il participe le 9 janvier 1921 à la bataille d'Anapa et obtient de nouveau deux témoignages de satisfaction pour son efficacité lors de l'évacuation de la Crimée et de l'escorte d'un convoi de torpilleurs russes. 
Nommé chef du service artillerie du cuirassé Courbet en Méditerranée, il commande, toujours en Méditerranée, l'aviso Ducouédic puis le torpilleur Chastang à Cherbourg et participa activement à la remise en état et à l’armement des torpilleurs livrés par l'Allemagne. En 1922, il est adjoint au commandement de la 2e flottille de torpilleurs de la Manche sur le Mécanicien-principal-Lestin
Capitaine de frégate en juin 1923, il reçoit encore en février 1924 un témoignage de satisfaction pour le concours d'honneur des torpilleurs. Sous-directeur du port de Brest, passionné d'aéronautique, membre de la Commission d'études pratiques de l'aéronautique, directeur du cours de perfectionnement à la navigation aérienne, il obtient par deux fois les félicitations du ministre pour ses recherches et est nommé en 1926 commandant de l'aviation maritime à Bizerte. En 1929, il est commandant en second du croiseur Duquesne. 
Capitaine de vaisseau en janvier 1930, auditeur au Centre des hautes études navales (CHEN), il commande en 1930-1931 le croiseur Suffren en Méditerranée puis en 1932-1933, le porte-avions Béarn, en juillet 1934, la base aéronautique de Berre et en septembre l'aviation maritime en IIIe région. 
Contre-amiral en mai 1936, chef du Service de l'aéronautique à l’État-major général en juin 1936, il commande en mars 1939 la 2e escadre légère en escadre de l'Atlantique avec sa marque sur le Mogador et prend part aux opérations de l'hiver et du printemps 1940 en Atlantique. 
Le 3 juillet 1940, il est à Mers el-Kébir lors de l'attaque britannique.  
Vice-amiral quelques jours plus tard, il commande en août la 1re escadre et la 1re division de croiseurs sur le Georges-Leygues. Il arrive à Dakar le 21 septembre pendant l'attaque anglaise et manœuvre alors avec habileté ses unités, ce qui contribue au retrait de l'escadre britannique. 
Il prend rang et appellation de vice-amiral d'escadre en mars 1941).  Il commande alors la 1re escadre et de la 1re division de croiseurs à Toulon.
Il est versé dans la 2ème section en mars 1943 après le sabordage de la flotte.

## Récompenses et distinctions
- Chevalier puis Officier de la Légion d'Honneur.